# Frösve socken
Frösve socken i Västergötland ingick i Vadsbo härad, ingår sedan 1971 i Skövde kommun och motsvarar från 2016 Frösve distrikt.
Socknens areal är 21,13 kvadratkilometer varav 20,81 land. År 2000 fanns här 1 459 invånare.  Tätorten  Ulvåker och större delen av tätorten Stöpen samt kyrkbyn Frösve med sockenkyrkan Frösve kyrka ligger i socknen.

## Administrativ historik
Socknen har medeltida ursprung. 
Vid kommunreformen 1862 övergick socknens ansvar för de kyrkliga frågorna till Frösve församling och för de borgerliga frågorna bildades Frösve landskommun. Landskommunen uppgick 1952 i Binnebergs landskommun som 1971 uppgick i Skövde kommun. Församlingen utökades 2002.
1 januari 2016 inrättades distriktet Frösve, med samma omfattning som församlingen hade 1999/2000.  
Socknen har tillhört län, fögderier, tingslag och domsagor enligt vad som beskrivs i artikeln Vadsbo härad. De indelta soldaterna tillhörde Skaraborgs regemente, Södra Vadsbo kompani och Västgöta regemente, Vadsbo kompani.

## Geografi
Frösve socken ligger norr om Skövde med Billingen i väster och kring Ösan. Socknen är en odlad slättbygd med skogsmark i sydväst.

## Fornlämningar
Från järnåldern finns två gravfältgravar och en skeppssättning benämnd Jättadansen.

## Namnet
Namnet skrevs 1411 Frösswi och kommer från kyrkbyn. Namnet kan innehålla gudanamnet Frö och vi, 'helig plats, kultplats'. Alternativ kan namnet innehålla vidher, 'skog'.
Före 8 juli 1885 skrevs namnet även Frösveds socken och Frödsveds socken.